# Жељко Кужет
Жељко Кужет  је савремени енигмата и песник.

## Енигматски рад
Први енигматски рад објавио је 1990. године у енигматској ревији Еурека из Горњег Милановца. 
Објавио је преко 40.000 радова, највише укрштеница и осмосмерки. 
У почетку је објављивао у више издања са српскохрватског говорног подручја, данас је Извршни уредник у НИП "Оправдано д.о.о" Загреб, те објављује само за издања овог предузећа на хрватском језику.
Сарађивао је и радове ибјављивао у многим енигматским издаљима као што су:  "Еурека" (Горњи Милановац), "Енигма" (Београд), "Хупер" (Београд), "Квиз" (Загреб), "Осмосмјерка" (Бјеловар), "Орбис" (Сарајево)...
Своје радове потписивао је правим именом и презименом, те псеудонимима: Дар Дам, Велимир Ђорђић, Зоран Аћимовић, Мерџан, Др Кужет, Дарко Дамјановић.
Данас их не потписује уопште.
Пример загонетке:
- Илустровани анаграм ("БЕН", 1996.), Др Кужет: Мелани грифит < "Не игра ти филм"

## Књижевни рад
Објавио је седам збирки поезије као ауторска издања.
- Звезде на длану, 2018 -  978-953-48368-0-4
- Клупа живота мог, 2019 -  978-953-48368-1-1
- Живети мртав, 2019 -  978-953-48368-2-8
- Опроштај, 2019 -  978-953-48368-3-5
- Малена, 2020 -  978-953-48368-4-2
- Само је живот вечан, 2021 -  978-953-48368-5-9
- Љубав је исткана сузама, 2022 -  978-953-48368-7-3